# Коваленко Григорій Степанович
Григорій Степанович Коваленко (нар. 1902, місто Карлівка, тепер Полтавської області — 11 липня 1968, місто Київ) — український радянський діяч, керуючий Української республіканської контори Держбанку СРСР (1955—1968).

## Біографія
Народився в родині робітника. Трудову діяльність розпочав у 1924 році рахівником Карлівського сільськогосподарського кредитного товариства Полтавської губернії.
У 1931 році закінчив Київський фінансово-економічний інститут.
З 1931 році працював в установах Державного банку СРСР: старший кредитний інспектор відділення; начальник відділу; заступник керуючого і керуючий Запорізької обласної контори Держбанку СРСР (на 1945 рік).
Член ВКП(б) з 1939 року.
З травня 1945 року — слухач відділення обласних працівників Республіканської партійної школи при ЦК КП(б)У в Києві.
З листопада 1947 по червень 1948 року — уповноважений правління Державного банку СРСР по Українській РСР.
У 1948—1955 роках — заступник голови правління Державного банку СРСР.
У 1955 — 11 липня 1968 року — керуючий Української республіканської контори Держбанку СРСР.
Помер після важкої хвороби.

## Нагороди
- орден Леніна
- два ордени Трудового Червоного Прапора
- медалі